# Brigida Fava Ghisilieri
Brigida Fava Ghisilieri contessa e marchesa (Bologna, 8 ottobre 1802 – Firenze, 12 febbraio 1877) è stata una politica italiana.

## Biografia
La contessa Brigida Fava Ghisilieri nasce l'8 ottobre 1802 dal conte cavaliere Nicolò Fava Ghisilieri e dalla marchesa Gaetana Marescotti Berselli.
Nel 1818 va in sposa al marchese Giuseppe Tanari, dal quale ha due figli (Luigi Tanari e Augusta Tanari).
Negli anni immediatamente successivi, trasforma il palazzo Tanari nel centro politico e culturale della Bologna liberale. La Marchesa fu una donna moderna, colta, poliglotta, pittrice e scrittrice.
Brigida è fervida patriota e si vota presto anima e corpo alla causa italiana. Nella rivoluzione del 1831 Brigida si impegna con tenacia a raccogliere denaro, armi e cavalli per la causa. Giuseppe Mazzini la definisce come "la donna più benemerita della patria nello Stato Romano". 
L'attività politica di Fava Ghisilieri Tanari non è la sola attività sociale che la vede come protagonista e promotrice, ma va senza dubbio ricordato il suo sforzo nei settori della cooperazione, dell'istruzione, dell'assistenza alle persone disagiate, del mutuo soccorso ed è infine la promotrice della nascita a Bologna delle moderne Sale d'asilo. Ricoprì l'incarico di Ispettrice Generale per le scuole femminili dell'Alta Italia.
Brigida Fava Ghisilieri si spegne a Firenze il 12 febbraio 1877. 
È sepolta nella tomba della famiglia Tanari, nel Chiostro III del cimitero monumentale della Certosa di Bologna, opera di Giovanni Battista Frulli e di Francesco Stagni (1747-1830).

## Opere principali
I suoi interessi sono molteplici, dalla pittura alla letteratura e la filosofia tedesca, studiate alla corte dell'Elettore di Assia Cassel, alla miniatura appresa da un artista inglese. Tutte le sue opere sono vendute per finanziare iniziative caritative o per la causa liberale. 
Nella chiesa di Liano a Castel San Pietro si ricorda il suo San Pio V.